# 1990 en sports équestres
Chronologie des sports équestres
- 1989 en sports équestres - 1990 en sports équestres - 1991 en sports équestres

Cet article présente les faits marquants de l'année 1990 en sports équestres.

## Événements

### Avril
- avril 1990 : la finale de la coupe du monde de saut d'obstacles 1989-1990 est remportée par John Whitaker et Milton[1].

### Juillet
- 24 juillet 1990 au 5 août 1990 : première édition des Jeux équestres mondiaux à Stockholm (Suède).

### Année
- la finale de la coupe du monde de dressage 1989-1990 à Bois-le-Duc (Pays-Bas) est remportée par Sven Rothenberger sur Andiamo[2].
- première édition du concours complet international des Étoiles de Pau (France).